# Laila Roth
Laila Roth (Ceres, Provincia de Santa Fe; 24 de junio de 1986) es una actriz y comediante argentina, especializada en stand up. Su estilo se caracteriza por ser intencionalmente "un poco payaso, un poco torpe", reivindicando la pavada y la inocencia, riéndose de sí misma y de las situaciones dolorosas y vergonzosas que le ha tocado vivir, para cuestionar prejuicios sociales: "cuando el mundo me quiere lastimar, yo me defiendo con risas". Alcanzó una alta notoriedad por sus videos de stand up en las redes sociales, algunos de los cuales superaron las 8 millones de reproducciones, con más de un millón de seguidores acumulados.
En 2023 recibió el premio Estrella de Mar en la categoría "stand up" por su show unipersonal, y la Gaviota de Plata en el Festival de Viña del Mar.

## Carrera profesional
Laila Roth nació el 24 de junio de 1986 en Ceres, Provincia de Santa Fe, donde se crio. A los ocho hizo su primera obra teatral y en su adolescencia hacía reír a sus amigas en las reuniones: “quería que mi herramienta fuera hacer reír”. En 2004, al terminar el secundario, se mudó a Rosario a estudiar en la universidad (licenciatura en estadística), tomando también clases de improvisación y clown.
Sin finalizar sus estudios, en 2010 (23 años) se mudó a Buenos Aires para trabajar en un empleo de investigación de mercado. En Buenos Aires retomó sus estudios de actuación y clown y conoció el stand up -que adoptó como especialidad-, tomando clases con Diego Wainstein. Durante años actuó en bares y pequeñas salas.
En 2017 estrenó su primer unipersonal, Genia capa bueno chau. En 2017 y 2018 fue contratada para realizar tres presentaciones en Comedy Central Latinoamérica. En 2020 inició un podcast titulado Preguntas muy importantísimas con el también comediante Félix Buenaventura.
En 2021 murió su mamá de covid-19. 2022 fue el año en que comenzó a viralizarse su humor en redes sociales e hizo su unipersonal por todo el país, casi siempre con entradas agotadas. En febrero de 2023 recibió el premio Estrella de Mar en la categoría "stand up" por su show unipersonal, y la Gaviota de Plata -que se entrega por aclamación- en el Festival de Viña del Mar, el último día, donde fue la única extranjera entre seis comediantes. Luego realizó una exitosa gira europea. En 2024 realizó una nueva gira que incluyó Argentina, Chile, Perú, Uruguay, Europa, siendo tapa de la revista Ohlalá!. En 2025 programó una gira por Estados Unidos.